# NGC 5797
NGC 5797 ist eine 12,8 mag helle linsenförmige Galaxie vom Hubble-Typ S0-a im Sternbild Bärenhüter am Nordsternhimmel und 184 Millionen Lichtjahre von der Milchstraße entfernt. 
Sie wurde am 15. Mai 1787 von Wilhelm Herschel mit einem 18,7-Zoll-Spiegelteleskop entdeckt, der sie dabei mit „Two. The preceding vS, vS. The following eF, eS“ beschrieb. Die zweite genannte Galaxie ist NGC 5804.